# جيريمي بلاك
جيريمي بلاك (بالإنجليزية: Jeremy Black) هو مؤرخ العصر الحديث ‏ ومؤرخ ومؤرخ عسكري بريطاني، ولد في 30 أكتوبر 1955.